# Clarkcomanthus luteofuscum
Clarkcomanthus luteofuscum is een haarster uit de familie Comatulidae.
De wetenschappelijke naam van de soort werd in 1915 gepubliceerd door Hubert Lyman Clark.